# Lamar (Missouri)
Lamar è una città degli Stati Uniti nello Stato del Missouri, capoluogo della Contea di Barton. Nel 2000 contava 4.425 abitanti.
La città si sviluppa su un territorio pianeggiante vicino al fiume North Fork Spring ed è attraversata dalle strade US Route 160 e US Route 71. Lamar fu fondata nel 1856 e ha un governo locale consolidato. È nota in quanto luogo di nascita di Harry S. Truman, il 33º presidente degli Stati Uniti.
A Lamar hanno vissuto anche Henry Carroll Timmonds, un rappresentante dello stato del Missouri e giudice alla fine del XIX secolo, e Charles Henry Morgan, un rappresentante del Missouri come sia democratico che repubblicano.